# جورج هاريس (لاعب كريكت بريطاني)
جورج هاريس (6 أغسطس 1880 في المملكة المتحدة - 10 يوليو 1954 في المملكة المتحدة) (بالإنجليزية: George Harris)‏ هو لاعب كريكت بريطاني (وحمل سابقاً جنسية المملكة المتحدة لبريطانيا العظمى وأيرلندا). لعب مع نادي مقاطعة هامبشاير للكريكت ‏.

## وصلات خارجية
- جورج هاريس (لاعب كريكت بريطاني) على موقع إي آس بي آن كريك إنفو (الإنجليزية)